# 新玉名駅

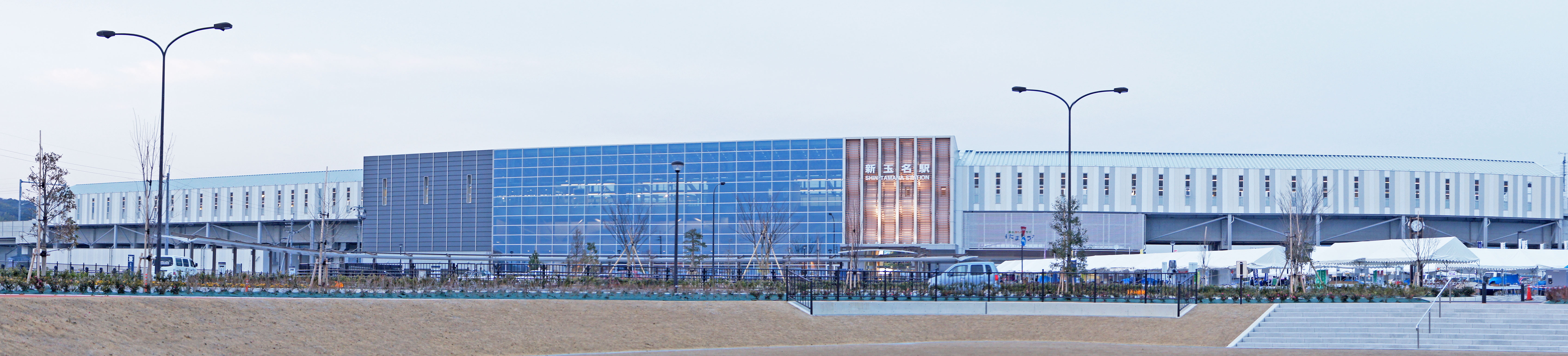
駅正面（2011年3月）

新玉名駅（しんたまなえき）は、 熊本県玉名市玉名にある、九州旅客鉄道（JR九州）九州新幹線の駅である。
玉名市の代表駅である鹿児島本線の玉名駅から4km北東の位置に離れた場所にある新幹線単独駅で、玉名駅への移動はタクシーかバスを用いる必要がある。なお、玉名駅とは選択乗車が可能である。

## 歴史
- 2011年（平成23年）3月12日：九州新幹線の博多駅 - 新八代駅間の開業に伴い、九州旅客鉄道（JR九州）の駅として開業。

## 駅構造

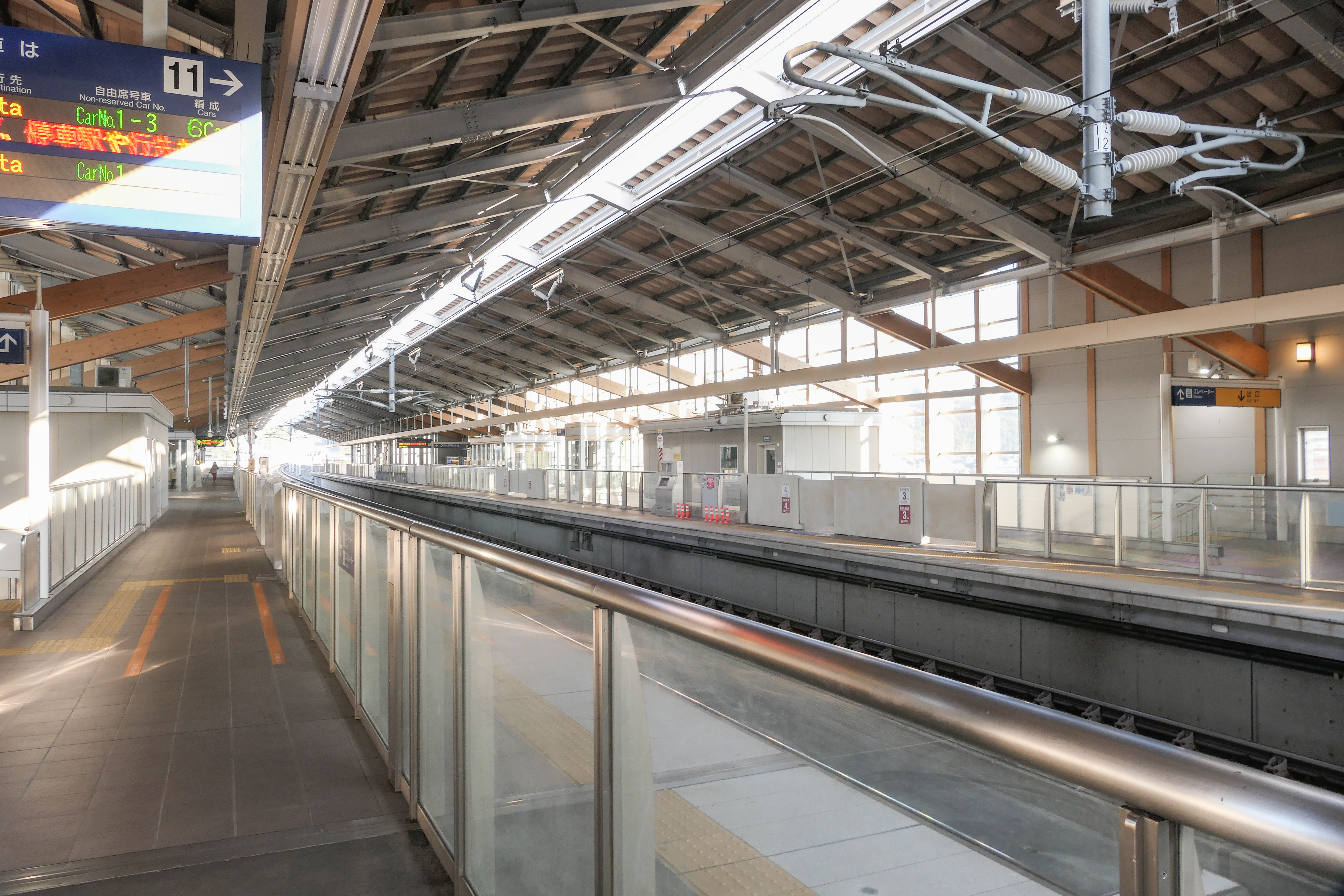
ホーム（2024年2月）

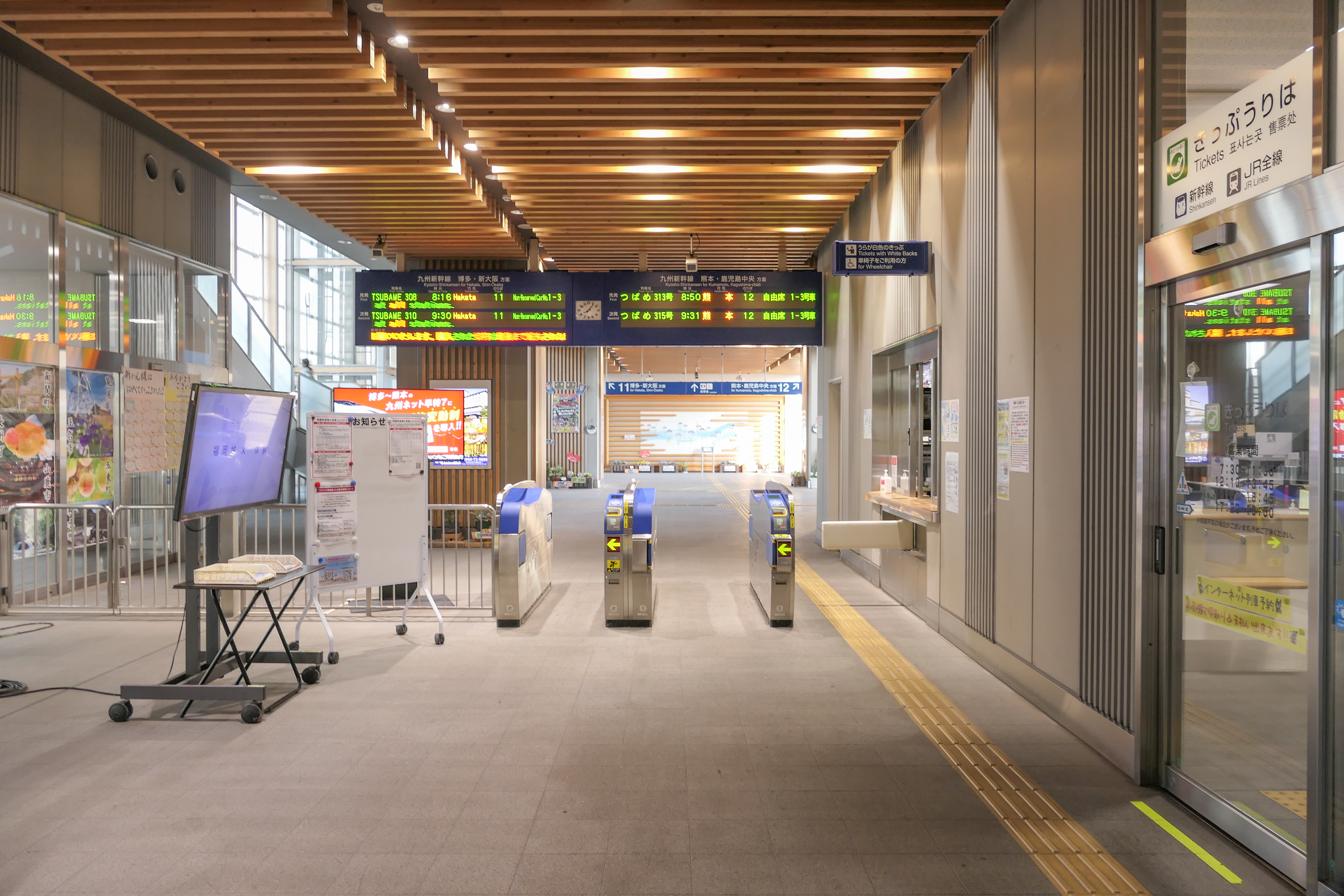
改札（2024年2月）

相対式ホーム2面2線を持つ高架駅である。通過線がなく、安全のために可動式安全柵が設けられている直営駅で、みどりの窓口がある。改札口には、自動改札機が設置されている。
出入口は、南口と北口から出入りできる。

### 駅舎
2006年6月、玉名市は歴史と文化に基づいた、やすらぎ・ぬくもり・あたたかみのある、近代的な駅舎ではない「森の駅」にして欲しいという要望を鉄道建設・運輸施設整備支援機構に提出している。これは市や県、市民、有識者、関連団体による検討会によってまとめられたイメージである。また、翌07年2月には同機構が作成した素案に対する市民の意見を募り、これに対して12人から22の意見が寄せられた。
2007年5月30日、鉄道建設・運輸施設整備支援機構により、駅舎デザインが発表された。鉄筋コンクリート2階建の駅舎は木立や蔵をイメージしたもので、市側がかねてより要望していた温かみのある「森の中の駅」のコンセプトとしている。ガラス張りの壁面上に木材で覆われた鉄骨が規則正しく配置され、木立の間から光が差し込む森を演出したほか、駅の出入口には蔵や石橋等を採り入れ、歴史遺産を感じさせるデザインとなっている。

### のりば
| のりば | 路線       | 方向 | 行先                 |
| ------ | ---------- | ---- | -------------------- |
| 11     | 九州新幹線 | 上り | 博多・新大阪方面     |
| 12     | 九州新幹線 | 下り | 熊本・鹿児島中央方面 |

### 駅舎内の売店・案内所・駅レンタカー営業所
- 観光ほっとプラザ・たまララ（土産・売店）[1]
- 観光ほっとプラザ・たまララ（案内所）[1]
- 喫茶「たんぽぽ」薬草料理
- 駅レンタカー新玉名駅営業所

## 駅弁
「観光ほっとプラザ・たまララ」で以下の弁当が販売されている。
- 玉名まるごと四季彩薬草弁当（日本料理たがみ）
- 山菜とりめし（日本料理たがみ）
- 山菜寿し（日本料理たがみ）
- 南関揚げ巻き寿司弁当大蛇の瞳（創作和食ダイニング善）

ただし、JTB時刻表 2025年3月号には新玉名駅の駅弁の掲載は無い。

## 利用状況
2020年度の1日平均乗車人員は287人である。九州新幹線の駅では最も少ない。
| 年度   | 乗車人員 |
| ------ | -------- |
| 2016年 | 604      |
| 2017年 | 636      |
| 2018年 | 640      |
| 2019年 | 602      |
| 2020年 | 287      |

## 駅周辺
玉名市街地の北東、菊池川の右岸に広がる田園地帯の一角に駅が設けられた。駅出入口は南口と北口に分かれているが、主たる駅前ロータリーは市街地に近い側の南口になる。駅前には有料駐車場が南口と北口合わせて470台設けられている。
2018年11月には大河ドラマ「いだてん」の放送を記念して、駅前広場に金栗四三（同ドラマの主人公）の銅像が建てられた。
- 県道玉名立花線
- 国道208号玉名バイパス
- くまもと県北病院
- 九州看護福祉大学
- 玉名市立玉陵中学校
- 玉名市立玉陵小学校
- ブリヂストン熊本工場

### バス路線
産交バスによる運行で以下の路線が乗り入れる（運行営業所は玉名営業所）。
| 路線名                                  | 系統・行先                                                                       | 備考                                        |
| 玉名市街方面                            | 玉名市街方面                                                                     | 玉名市街方面                                |
| --------------------------------------- | -------------------------------------------------------------------------------- | ------------------------------------------- |
| 九州看護福祉大学線                      | 4：玉名駅（九州看護福祉大学）                                                    | 平日ダイヤに学校休校日ダイヤあり            |
| くまもと県北病院線                      | 51：玉名駅（玉名温泉玉の湯・玉名温泉北入口）51：玉名駅（玉名市役所前・玉名中町） | 平日ダイヤのみ、本数少                      |
| 山鹿玉名線                              | 54：玉名駅（九州看護福祉大学）58：玉名駅（玉名市役所前・玉名中町）               | 54：平日朝2便のみ「九州看護福祉大学」は通過 |
| 県北病院・山鹿方面                      |                                                                                  |                                             |
| くまもと県北病院線                      | 51：くまもと県北病院                                                             | 平日ダイヤのみ、本数少                      |
| 山鹿玉名線 （菊水インターチェンジ経由） | 54：山鹿BC（くまもと県北病院・江田・城北高校前）                                 |                                             |
| 山鹿玉名線 （米の岳経由）               | 58：山鹿BC（玉名橋・江田・鹿央市民センター前）                                   |                                             |

## その他

### 駅名について
一般応募で応募は580通ほどあり、26点までに絞られた。2008年（平成20年）2月、6点までに絞られ、市に報告（新玉名駅・肥後玉名駅・西南之駅・湯郷菊池川駅・玉名温泉駅・新たまな駅の6つ）。同年3月、市が新駅名6候補をJR九州に提言。同年4月にJR九州は、新玉名駅を正式名称として決定した。
当駅は新幹線単独駅としては、日本で最も南に位置する。

### 玉名駅との連絡
産交バスのダイヤによっては当駅停車列車と玉名駅停車列車との連絡がうまくいかず、その場合には玉名市運営の乗合タクシー「いだてんタクシー」で移動可能。玉名市役所に利用登録申請→利用登録証発行→乗車前に電話で予約の流れで、玉名市民以外でも利用可能。
玉名駅とは相互乗り換えも可能。

## 隣の駅
九州旅客鉄道（JR九州）
 九州新幹線
新大牟田駅 - 新玉名駅 - 熊本駅